# Línea 15 (Movibus)
La línea 15 de la red de autobuses interurbanos de la Región de Murcia (Movibus) unía Murcia con el Polígono Industrial Oeste atravesando Alcantarilla.

## Características
Fue puesta en servicio el 3 de diciembre de 2021, con la entrada en vigor de la primera fase de Movibus. Compartía gran parte de su recorrido con la línea 12, la cual sí se adentraba al centro de Murcia pero no entraba al Polígono.
Pertenecía a la concesión RMU-001 "Alcantarilla - Murcia", y era operada por ALSA (TUCARSA).
Fue suprimida el 3 de diciembre de 2023, siendo absorbida por la línea 44 de TMP Murcia.

### Horarios de salida
Salvo las marcadas en negrita, todas las horas de paso eran aproximadas.
| Murcia                     | Alcantarilla | Polígono Ind. Oeste |
| -------------------------- | ------------ | ------------------- |
| Lunes a sábados laborables |              |                     |
| 6:45                       | 7:10         | 7:20                |
| 8:15                       | 8:40         | 8:50                |
| 12:45                      | 13:10        | 13:20               |
| 14:15                      | 14:40        | 14:50               |

| Polígono Ind. Oeste        | Alcantarilla | Murcia |
| -------------------------- | ------------ | ------ |
| Lunes a viernes laborables |              |        |
| 7:30                       | 7:40         | 8:05   |
| 9:00                       | 9:10         | 9:35   |
| 13:30                      | 13:40        | 14:05  |
| 15:30                      | 15:40        | 16:05  |
| Sábados laborables         |              |        |
| 7:30                       | 7:40         | 8:05   |
| 9:00                       | 9:10         | 9:35   |
| 13:30                      | 13:40        | 14:05  |
| 15:00                      | 15:10        | 15:35  |

## Recorrido y paradas

### Sentido Pol. Ind. Oeste
| Parada                               | Común con                       |
| ------------------------------------ | ------------------------------- |
| Estación de Autobuses de Murcia      | 12 21A 21B 23A 23B 31 32A 34 36 |
| Malecón                              | 12                              |
| Alameda de Colón, 11                 | 12 34                           |
| El Rollo, Avda. Ciudad de Almería, 2 | 12                              |
| La Purísima                          | 12                              |
| Chirrete                             | 12                              |
| Casas del Parra                      | 12                              |
| Camino de Funes                      | 12                              |
| Camino Rincón de Seca                | 12                              |
| Media Legua                          | 12                              |
| Jazmines                             | 12                              |
| Santiago                             | 12                              |
| Camino Puebla de Soto                | 12                              |
| Senda El Pino                        | 12                              |
| Hero                                 | 12 13 14                        |
| Iglesia San Pedro                    | 12 13 14                        |
| Manila                               | 12 13 14                        |
| El Gázquez                           | 12 13                           |
| La Palmera                           | 12 13                           |
| Avión                                | 12 13                           |
| Escuelas                             | 12                              |
| Las Tejeras                          | 12                              |
| Avenida del Descubrimiento 1         |                                 |
| Avenida del Descubrimiento 2         | 13                              |
| Avenida del Descubrimiento 3         |                                 |
| Avenida del Descubrimiento 4         | 13                              |
| Avenida del Descubrimiento 5         |                                 |
| Avenida del Descubrimiento 6         |                                 |
| Polígono 1                           |                                 |

### Sentido Murcia
| Parada                                | Común con                       |
| ------------------------------------- | ------------------------------- |
| Polígono 1                            |                                 |
| Avenida del Descubrimiento 6          |                                 |
| Avenida del Descubrimiento 5          |                                 |
| Avenida del Descubrimiento 4          | 13                              |
| Avenida del Descubrimiento 3          |                                 |
| Avenida del Descubrimiento 2          | 13                              |
| Avenida del Descubrimiento 1          |                                 |
| Las Tejeras                           | 12                              |
| Escuelas                              | 12                              |
| Avión                                 | 12 13                           |
| La Palmera                            | 12 13                           |
| El Gázquez                            | 12 13                           |
| Manila                                | 12 13 14                        |
| Iglesia San Pedro                     | 12 13 14                        |
| Hero                                  | 12 13 14                        |
| Senda El Pino                         | 12                              |
| Camino Puebla de Soto                 | 12                              |
| Santiago                              | 12                              |
| Jazmines                              | 12                              |
| Media Legua                           | 12                              |
| Camino Rincón de Seca                 | 12                              |
| Camino de Funes                       | 12                              |
| Casas del Parra                       | 12                              |
| Farmacia                              | 12                              |
| La Purísima                           | 12                              |
| El Rollo, Avda. Ciudad de Almería, 11 | 12                              |
| Alameda de Colón (Jardín)             | 12                              |
| Glorieta de España                    | 12 21A 21B 23A                  |
| Malecón                               | 12                              |
| Estación de Autobuses de Murcia       | 12 21A 21B 23A 23B 31 32A 34 36 |